# Selwyn Edge
Selwyn Francis Edge (29 de marzo de 1868-12 de febrero de 1940) fue un hombre de negocios australo-británico ligado al mundo del automóvil. También es conocido por su faceta de piloto de carreras y de récords de resistencia, así como por ser concesionario de las marcas de coches De Dion-Bouton, Gladiator; Clemént-Panhard, Napier y AC.

## Vida personal

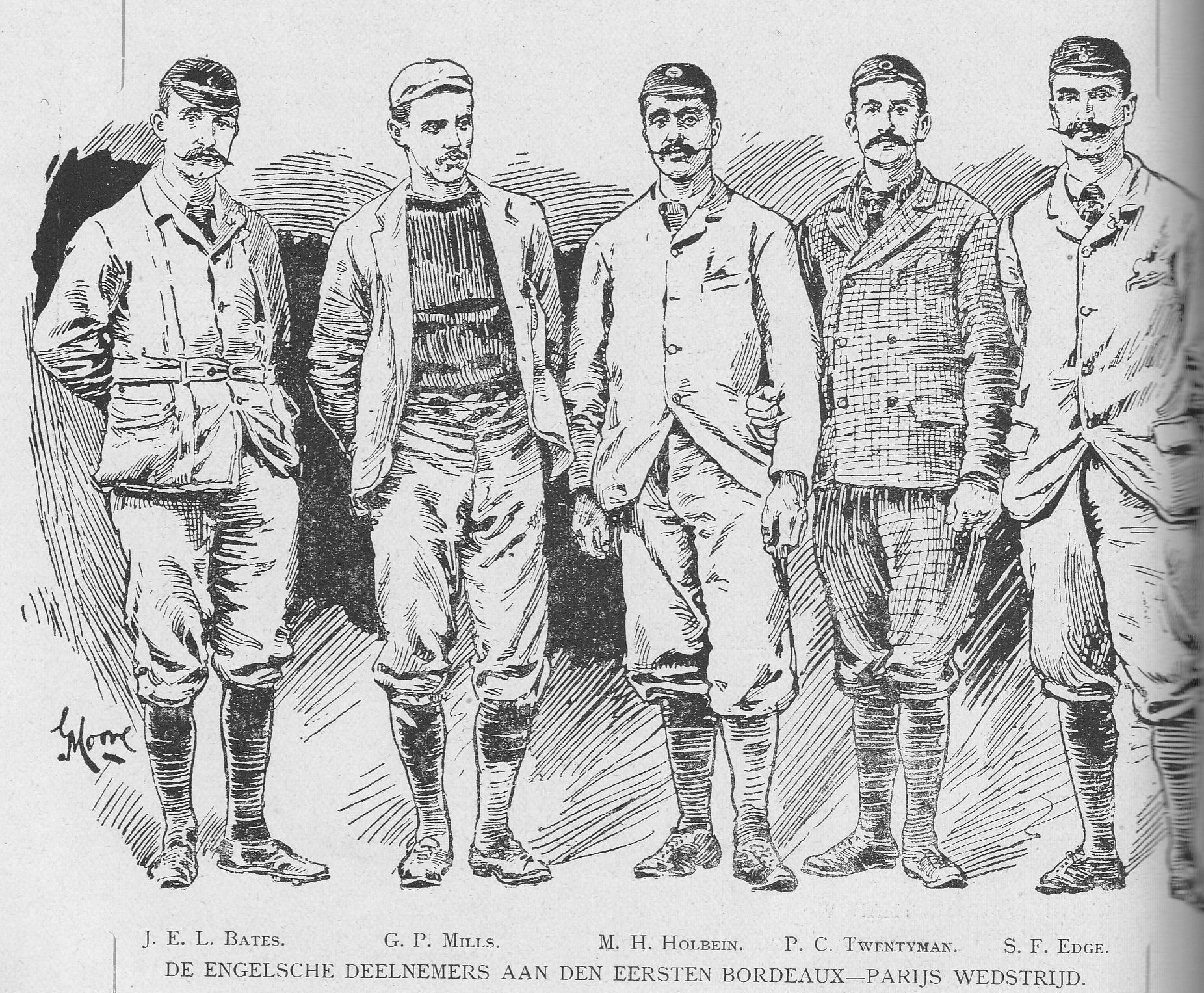
S. F. Edge (a la derecha) en el Equipo Ciclista Inglés que disputó la carrera Burdeos-París 1891, ganada por Mills (segundo por la izquierda)

Edge nació en 1868 cerca de Sídney, en la localidad de Concord. Sus padres eran Alexander Ernest Edge y Annie Charlotte Sharp. Cuando tenía tres años de edad, su familia se trasladó a Londres, donde en su adolescencia compitió exitosamente como corredor ciclista, ganando la Subida a la Colina de Westerham con diecinueve años. Formando parte del Equipo Ciclista Inglés, alcanzó con veintitrés años el tercer puesto en la primera edición de la carrera Burdeos-París en 1891. Trabajó para Daniel Rudge, coincidiendo con Harvey Du Cros, por entonces director de las nuevas oficinas de Dunlop en Londres. En 1892 se casó con Eleanor Rose Sharp, que moriría antes de 1917; su segunda mujer, Myra Caroline Martin, con quien se casó en 1917, tuvo dos hijas con él.
Desde 1910 hasta al menos 1922, residió en Gallops Homestead, Ditchling, Sussex, y desde 1912 hasta 1919, según su acuerdo de venta con los Napier para apartarse del mundo del motor durante siete años, se dedicó a la agricultura.
Murió en 1940 en Eastbourne, Sussex, Inglaterra.

## Carrera empresarial
En 1899 se asoció con los pioneros del automovilismo Charles Jarrott y Herbert Duncan para fundar la Compañía De Dion-Bouton Británica y Colonial, como importadores de la marca de coches francesa. Se hizo amigo de Montague Napier (de Napier & Son), otro ciclista entusiasta, y en 1898 planteó a Napier introducir algunas mejoras en su Panhard. En 1899, junto con Harvey du Cros, Edge formó la Compañía de Vehículos de Motor para vender estos  coches mejorados por Napier (Edge pagaba 400 libras por cada coche y los vendía por 500), así como modelos de las marcas Gladiator y Clément-Panhard, ambos fabricados en París por Adolphe Clément-Bayard.

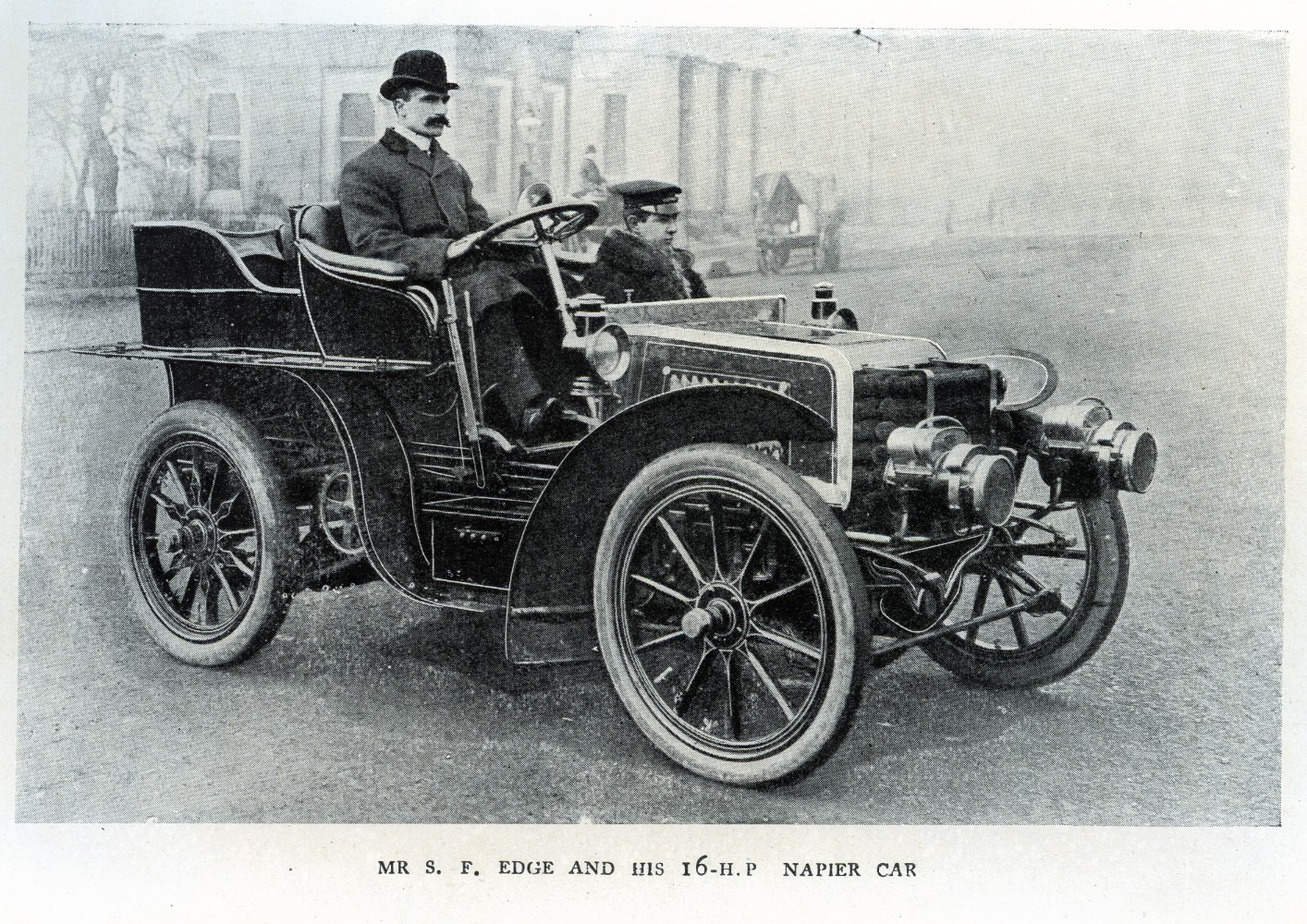
Selwyn Edge y su automóvil Napier de 16 hp

En 1907, El Heraldo Matutino de Sídney publicaba la información siguiente: "S. F. Edge (1907), Ltd., ha sido registrada en Somerset House, Londres, con un capital de 275.000 libras, para desarrollar el negocio de la fabricación de coches, ciclos, lanchas, y aviones motorizados." Edge vendió en 1912 su compañía, S.F. Edge Ltd, por 120.000 libras a Napier. La venta incluía un acuerdo por el que Edge se comprometía a no participar en la fabricación de vehículos a motor durante siete años. Durante este periodo, se dedicó a la agricultura en Ditchling, Sussex.
En 1917, en plena Primera Guerra Mundial, fue nombrado controlador del departamento de maquinaria agrícola del Ministerio de Municiones.
Cuando finalizó su compromiso con los Napier en 1919, Edge comenzó a concentrar su interés en AC Cars, obteniendo el control pleno del fabricante de coches en 1922. Hacia 1923 era también director gestor de William Cubitt & Compañía, que se había introducido en el mundo del automóvil con la marca Cubitt, pero que en 1925 ya estaba fuera del mercado. Edge cambió el contrato de compra de los motores para los coches AC, adjudicado al fabricante Anzani (a cuyo consejo también pertenecía Edge), asignándoseló a Cubitt, que produjo unos motores que eran esencialmente una copia del diseño de Anzani. Adquirió AC Cars por 135.000 libras en 1927, y cuando la fábrica colapsó en 1929, Edge vendió su participación en la compañía, y ya no volvió a interesarse por la industria del motor.

## Carreras de automóviles
Reconociendo el valor de la publicidad obtenida en la competición, lo que ninguna otra marca británica hizo, Edge inscribió un Napier 8 hp de cuatro cilindros en las 1000 Millas del Automóvil Club en 1900. Patrocinado por Edward Kennard, conducido por Edge y con Kennard a su lado, el Napier se impuso en un circuito de Newbury a Edimburgo y vuelta, ganando su clase, y siendo uno de los treinta y cinco participantes (de un total de sesenta y cuatro) que alcanzó la meta, y uno de los doce que cumplió el requisito de promediar 19 km/h en Inglaterra y 16 km/h en Escocia. Repitió la experiencia en junio de ese mismo año (con C. S. Rolls como mecánico de a bordo) en las 837 millas (1350 km) del rally París-Toulouse-París; el coche sería eliminado debido a un problema de ignición.
En la Copa Gordon Bennett de 1901, Edge inscribió un Napier especial con un motor de 17 litros, que únicamente se pudo probar en ruta porque se completó el 25 de mayo, solo cuatro días antes del acontecimiento. Montague Napier era el mecánico de a bordo. El coche era demasiado potente para los neumáticos Dunlop, y se montaron unos neumáticos franceses nuevos, lo que le costó la descalificación, por no ser del mismo país de origen. En su participación en el rally París-Burdeos, se retiró con problemas de embrague.
Para la Copa Gordon Bennett de 1902, el Napier de Edge era el único coche británico inscrito. Con su primo Cecil Edge como mecánico de a bordo, ganó la prueba con una media de 51,2 km/h (mantenida incluso con sus rivales franceses fuera de carrera). La preparación del coche se hizo a toda prisa, con algunas piezas enviadas por tren a París. Además, la segunda marcha no había sido forjada correctamente, y tras llegar a París, Edge consiguió desmontar la caja de cambios, y contactó con su amigo Adolphe Clément-Bayard, en cuya fábrica pudo templar la pieza y volver a montar la caja de cambios, lo que le permitió tomar la salida y ganar la carrera.

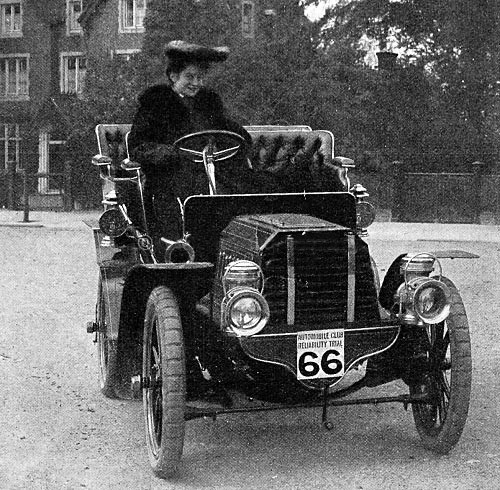
La señorita Dorothy Levitt y su Gladiator 12 hp.

En la edición de 1903 de la copa Gordon Bennett, Edge dispuso de un Napier de 80 hp, el Tipo K5, pero resultó descalificado. Edge (con Arthur McDonald, director de  la fábrica Napier de Génova, como mecánico de a bordo) no lo hizo mejor con el K5 en la copa Gordon Bennett disputada en Alemania en 1904.
La visión para la publicidad de Edge supo aprovechar un acontecimiento que tuvo repercusión mundial, cuando el 2 de octubre de 1903 Dorothy Levitt ganó su clase en las Pruebas de Velocidad de Southport conduciendo su automóvil Gladiator de 12 hp, impresionando a la sociedad británica al ser la primera mujer, una simple secretaria, capaz de competir en una carrera de automóviles:
... "Selwyn Edge, Director de la Compañía Automovilística Napier y famoso piloto ... eligió a la pecosa señorita Dorothy Levitt entre su personal, una  bonita secretaria con piernas largas y ojos como estanques. En una apuesta para promover sus coches ... Edge decidió que tenía que participar en una carrera, aunque primero le tenía que enseñar a conducir. Superó sus expectativas al ganar su clase en la Prueba de Velocidad de Southport de 1903, y probó ser una conductora tan buena que fue contratada por De Dion para una importante campaña de publicidad." Jean Francois Bouzanquet

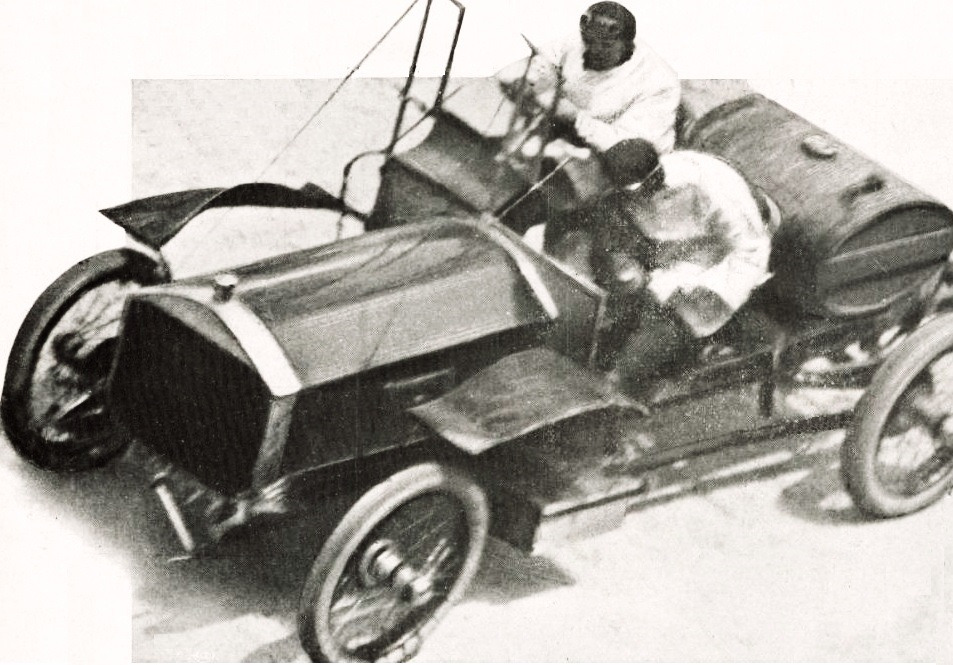
Rompiendo el registro de distancia recorrida en 24 horas

En junio de 1907, Edge batió el récord de distancia recorrida en 24 horas, conduciendo un Napier de seis cilindros y 60 caballos, en el entonces recientemente inaugurado circuito de Brooklands, acompañado por el mecánico de a bordo Joseph H Blackburn (1875-1919), cubriendo 2544 km (1310 vueltas) a una velocidad media de 106 km/h. Este récord se mantuvo durante 18 años. En 1910, Edge recibió el Trofeo Dewar por su recorrido en la marcha superior con un Napier de 45 hp en la ruta Londres-Edimburgo-Londres.
En 1922, Edge regresó a Brooklands en un Spyker, estableciendo un nuevo récord mundial en la categoría de "Doble 12", cubriendo 2868 km 693 m (1066 vueltas) a una velocidad media de 119,5 km/h para el conjunto de las 24 horas.
Su contribución final al mundo de las carreras fue la inauguración del Circuito Campbell en Brooklands en 1937.

## Lanchas motoras

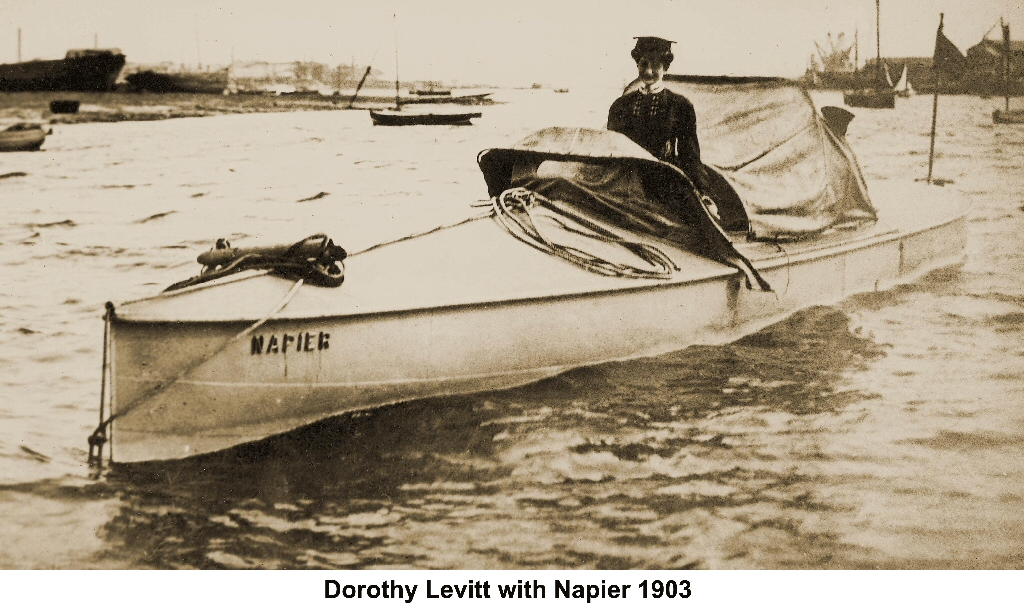
Dorothy Levitt conduciendo la motora Napier de Edge en 1903

En 1903 Edge ganó la primera competición Internacional para lanchas motoras organizada en Gran Bretaña,  el Trofeo Harmsworth disputado en el río Lee, cerca de Queenstown, en el Puerto de Cork (Irlanda). Disputó la prueba en una motora llamada Napier I. Con un casco de acero de 12 m de longitud, la motora 'Napier' estaba equipada con una hélice de 3 hojas, y alcanzó una velocidad de 31 km/h. Fue conducida por Dorothy Levitt, aunque en el trofeo figura grabado el nombre del propietario y copiloto,  "S.F.Edge", como ganador. El tercer miembro de la tripulación, Campbell Muir, también pudo haber pilotado la motora.
En mayo de 1905 la revista "The Rudder" (El Timón) publicaba la información siguiente:
El primer acontecimiento de la temporada, la reunión de Mónaco, del 2 al 16 de abril, ... entrará sin precedentes [por la cantidad de inscritos] en la historia de las regatas; comenzando con una exposición de todos los tipos de motoras, durante cuatro días, después de tres días a flote reservados para las preparaciones, las carreras empezaron el 9 de abril y continuaron a lo largo de la semana siguiente.
Edge, conduciendo la Napier II, ganó la carrera de 100 kilómetros para motoras en la clase de 8 a 12 metros en 1 hora y 5 minutos, y también acabó segundo con la Napier I cuando era una práctica común inscribir al dueño y al pasajero como pilotos, incluso si no dirigían el timón.